# Forte Ardeatina
Il Forte Ardeatina è uno dei 15 forti di Roma, edificati nel periodo compreso fra gli anni 1877 e 1891.

Si trova nel quartiere Q. XX Ardeatino, nel territorio del Municipio Roma VIII.

## Storia
Fu costruito a partire dal 1879 e terminato nel 1882, su una superficie di 11,2 ha, al quarto km di via Ardeatina, dalla quale prende il nome.
Fin dagli anni '20 fu utilizzato come magazzino militare della Direzione di Commissariato e Sanità. Dismesso dalle autorità militari nel 1961 fu affidato in concessione all'Ente Assistenza Cancerosi Poveri, previsione poi disattesa. Nel 1982 venne consegnato al Comune di Roma che avviò la pratica dell'esproprio poi non perfezionata.
Nel maggio 2006, dopo i lavori di recupero, il parco all'esterno del forte è stato reso agibile alla cittadinanza. Tuttavia l'interno del forte non è ancora accessibile.